# John Maxwell, 7. Lord Maxwell
John Maxwell, 1. Earl of Morton, 7. Lord Maxwell (* 24. April 1553; † 6. Dezember 1593 bei Lockerbie), war ein schottischer Adliger.

## Leben
Er war der jüngere von zwei Söhnen des Robert Maxwell, 5. Lord Maxwell aus dessen Ehe mit Beatrix, einer Tochter von James Douglas, 3. Earl of Morton. Er wurde etwa sieben Monate nach dem Tod seines Vaters geboren. Als sein älterer Bruder Robert Maxwell, 6. Lord Maxwell, spätestens im Januar 1555 minderjährig starb, erbte John den Titel des 7. Lord Maxwell.
Sein Onkel mütterlicherseits James Douglas, 4. Earl of Morton war Regent des minderjährigen Königs Jakob VI. gewesen, fiel aber in Ungnade und wurde am 2. Juni 1581 wegen Hochverrates geächtet und hingerichtet und seine Titel und Ländereien wurden ihm aberkannt. Da der 4. und der 3. Earl of Morton nur Töchter hatten, gelang es Maxwell, mit Urkunde vom 5. Juni 1581 die Ländereien seines Onkels übertragen zu bekommen sowie am 29. Oktober 1581 die Titel Earl of Morton und Lord of Carlyle and Eskdaill verliehen zu bekommen. Das schottische Parlament bestätigte den Vorgang am 29. November 1581.
1585/86 wurde die Ächtung seines Onkels rückwirkend aufgehoben. In diesem Zusammenhang wurden John die 1581 erworbenen Ländereien am 9. April 1585 wieder entzogen und schließlich 1586 dem Cousin seines Onkels Archibald Douglas, 8. Earl of Angus zugesprochen und übertragen, dem der seinem Onkel aberkannte Titel als 5. Earl of Morton wiederhergestellt wurde. Obwohl de facto seiner Earlsrechte entkleidet umfasste der Entzug der Ländereien de iure nicht den 29. Oktober 1581 verliehenen Earlstitel, weshalb Maxwell beispielsweise bei seiner Ernennung zum „Warden of the Marches“ am 28. Juli 1592 weiterhin als „john maxwell, erllis of mortoun“ benannt wurde. In der Folge wurde er mehrfach mit dieser Aufgabe betraut, außerdem war er Mitglied im Geheimen Kronrat.
Als frommer Katholik lehnte er die Reformation ab und reiste 1587 nach Madrid, wo er sich an den Vorbereitungen zum Angriff der Spanischen Armada auf England beteiligte. Zurück in Schottland wurde er hierfür von 1588 bis 1589 als Verräter inhaftiert.
Im Rahmen einer langjährigen Fehde gegen die Familie Johnstone of Annandale wurde Lord Maxwell 1593 bei einem Gefecht in Dryfe Sands bei Lockerbie getötet.
Sein ältester Sohn, John, versuchte erfolglos, die Anerkennung seines Earldoms und der damit verbundenen Rechte zu erwirken. 1620 musste der König gegenüber Maxwells jüngerem Sohn Robert eingestehen, das formell zwei parallele Earldoms of Morton bestehen und verfügte die Umbenennung des 1581 geschaffenen Titels zu Earl of Nithsdale.

## Ehe und Nachkommen
Zwischen dem 13. und 17. Februar 1571 (oder 1572) hatte er Elisabeth Douglas, eine Tochter von David Douglas, 7. Earl of Angus, geheiratet. Mit ihr hatte er drei Söhne und vier Töchter:
- John Maxwell, 8. Lord Maxwell (1583–1613);
- Robert Maxwell, 1. Earl of Nithsdale, 9. Lord Maxwell (1586–1646);
- James Maxwell of Kirkconnel;
- Elisabeth Maxwell, ⚭ John Maxwell, 6. Lord Herries of Terregles († 1631);
- Margaret Maxwell, ⚭ John Wallace of Craigie;
- Jean Maxwell;
- Lady Agnes Maxwell, ⚭ William Douglas of Greenlaw, Lincluden and Penzerie.